# Фонд Викимедиа против АНБ
Фонд Викимедиа против АНБ (англ. Wikimedia Foundation v. NSA, официальное название иска — Фонд Викимедиа и другие против Агентства национальной безопасности и других [Wikimedia Foundation, et al. v. National Security Agency, et al.]) — судебный иск, поданный Американским союзом защиты гражданских свобод (ACLU) от имени Фонда Викимедиа и ряда других организаций против Агентства национальной безопасности (АНБ) США, министерства юстиции США, и других названных лиц с обвинением последних в ведении массовой слежки за пользователями Википедии, осуществляемой АНБ. Иск утверждает, что слежка за пользователями и сбор сведений о них нарушает Первую поправку к Конституции США, которая защищает свободу слова, и Четвёртую поправку, которая запрещает необоснованные обыски и аресты.
Иск был подан в федеральный окружной суд по округу штата Мэриленд, поскольку АНБ базируется в Форт-Миде, штат Мэриленд.
Истцами являются Фонд Викимедиа, Национальная ассоциация адвокатов по уголовным делам, Human Rights Watch, Amnesty International США, Американский ПЕН-центр, Глобальный фонд женщин, журнал Nation, Институт Рутерфорда и Вашингтонский офис по Латинской Америке.

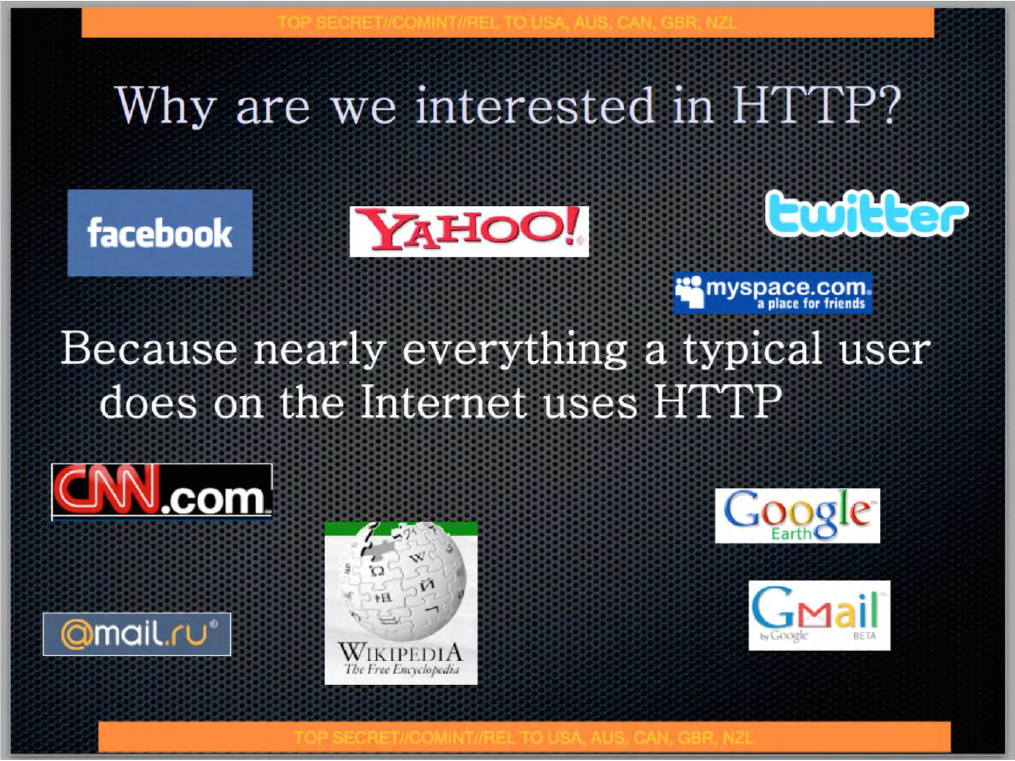
Слайд АНБ со ссылкой на Wikipedia как объект наблюдения

Факты массового слежения и сбора сведений о пользователях были впервые обнародованы бывшим аналитиком АНБ Эдвардом Сноуденом. Предыдущий иск ACLU 2013 года, Клэппер против Amnesty International США, оказался неудачным, но представители Фонда Викимедиа и ACLU полагают, что новый судебный процесс будет успешным в свете разоблачений Сноудена, в частности, публикации секретного слайда, связанного конкретно с Википедией. Со времени иска 2013 года правительство США подтвердило многие ключевые факты о сборе данных, ведущемся АНБ, в том числе по «обоснованным подозрениям». Адвокат ACLU Патрик Туми отметил, что нынешний иск является особенно актуальным, поскольку истцы участвуют в «сотнях миллиардов международных связей» ежегодно, и любая программа сбора данных неизбежно затронет значительную часть этих коммуникаций.
6 августа 2015 года ответчики внесли ходатайство о прекращении дела, утверждая, что истцы не показали, что им был нанесен ущерб путём сбора данных и, следовательно, они не имеют оснований для судебного иска. В ответ на это Electronic Frontier Foundation выступил как Amicus curiae от имени группы библиотек и книжных магазинов. Обе стороны выступили в прениях на судебном заседании 25 сентября 2015 года.
23 октября 2015 года окружной суд по округу штата Мэриленд отклонил иск на основании locus standi. Окружной судья Томас Эллис III постановил, что истцы не смогли доказать, что они действительно подвергались слежке и сбору данных, повторив решение по иску Клэппер против Amnesty International США 2013 года. Представитель Фонда Викимедиа заявил, что Фонд намерен обжаловать это решение, поскольку у них нет никаких сомнений, что слежка и перехват коммуникаций были как в отношении пользовательского сообщества, так и самого Фонда. Представитель Electronic Frontier Foundation, который представил amicus curiae в поддержку истцов, сказал, что неправомерно отклонять иск из-за отсутствия доказательств, поскольку обжалованная программа слежки была секретной, и призвал федеральные суды решать эту серьёзную конституционную проблему. Истцы подали апелляцию в Апелляционный суд четвёртого округа США 17 февраля 2016 года.